# Live action role-playing game

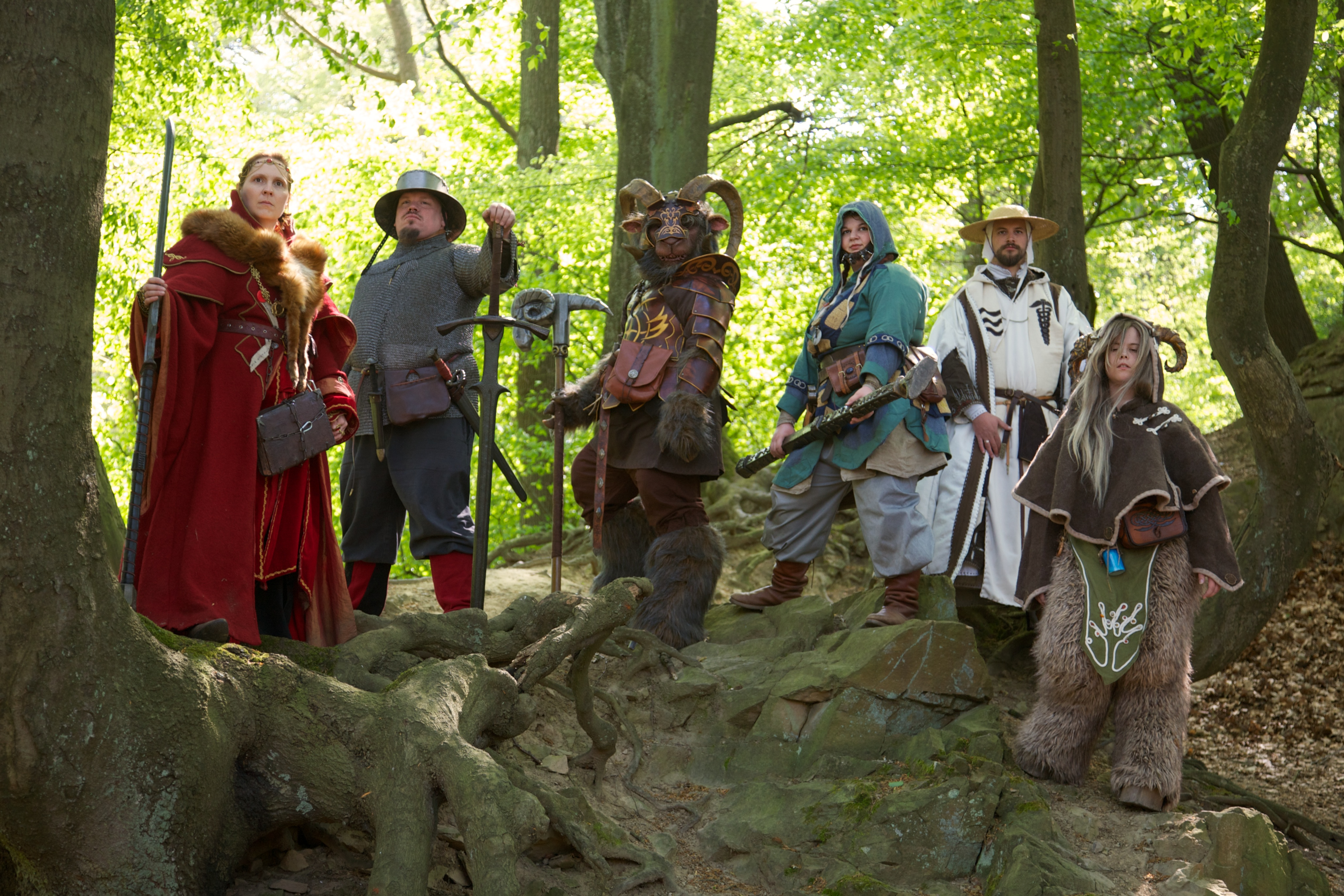
Spelers tijdens een LARP-evenement

Een live action role-playing game, afgekort tot LARP of LRP (van live role playing), is een rollenspel waarbij enkele tientallen tot honderden spelers tegelijkertijd in een verhaal meespelen. De spelers zijn allen bij het verhaal betrokken en de handelingen van de spelers zijn niet van tevoren vastgelegd, maar er zijn wel bepaalde richtlijnen. Elke speler heeft namelijk zelf een "personage" verzonnen en probeert naar de persoonlijkheid van dit personage te handelen. Spelers reageren op gebeurtenissen, waarbij bijna alle acties geïmproviseerd worden. In tegenstelling tot de zogenaamde tabletop-rollenspellen als Dungeons & Dragons, is er bij een live action role-playing game, ook wel levend rollenspel genoemd, sprake van het uitspelen van de meeste acties. De spelers dragen een kostuum en wapens en worden niet vertegenwoordigd door een pion of minifiguur op een speelbord. 

## Locatie en spelwereld
Een LARP speelt zich doorgaans af op een groot terrein, vaak een bos, maar soms ook een veld van enkele duizenden vierkante meters, dat dient als een soort openluchttheater. Maar er kan ook gespeeld worden in binnenlocaties, die vaak worden aangepast om aan de spelwereld te voldoen. Een LARP speelt zich over het algemeen af in een fantasiewereld, al dan niet gebaseerd op een wereld die oorspronkelijk bedoeld is voor zogeheten tabletop-roleplay. Maar de "setting" kan ook historisch accuraat, sci-fi of zelfs hedendaags met een twist zijn.
Rollenspellen waarbij het doel is historische gebeurtenissen of tijdperken zo realistisch mogelijk na te spelen, worden doorgaans geen LARP genoemd, maar een re-enactment of reënscenering.
Voorbeelden van fantasiewerelden waar een LARP zich kan afspelen:
- Een wereld gebaseerd op het tijdperk van de Vikingen.
- Een wereld gebaseerd op het tijdperk van de Kelten (Keltische mythologie)
- Een wereld gebaseerd op het tijdperk van de Romeinen.
- Een fantasy-wereld, bijvoorbeeld een wereld zoals in Dungeons & Dragons of de boeken van Tolkien.
- Een horror-wereld, bijvoorbeeld de wereld waarin de boeken van H.P. Lovecraft zich afspelen, of een spel dat zich afspeelt in de World of Darkness zoals Vampire: The Masquerade.
- Een sciencefiction wereld, bijvoorbeeld een wereld gebaseerde op Star Trek of de distopische cyberpunk van William Gibson.
- Een alternatieve historische setting waar magie of technologie zich verder ontwikkeld hebben zoals steampunk.
- Een post-apocalyptische wereld, bijvoorbeeld gebaseerd op de film Mad Max of het computerspel Fallout.

## Doel van het spel
De spelleiding of verhaalleiding (de organisator) heeft een hoofdplot verzonnen met mysteries en intriges. Spelers hebben echter geen van tevoren vastgelegde rol, en moeten improviseren. Omdat spelers grotendeels zelf bepalen wat ze tijdens een weekend willen bereiken en hoe ze dat willen doen, kan het gebeuren dat het hoofdplot gedurende een evenement op de achtergrond raakt, of zelfs herschreven moet worden vanwege gebeurtenissen die de spel/verhaalleiding niet heeft voorzien.
Een LARP-spel kan het vervolg zijn op een vorige. Dan is het hoofdplot ook een logisch vervolg op het vorige, gecombineerd met de gebeurtenissen die zich toen afspeelden. Sommige LARP-verenigingen organiseren enkele keren per jaar LARP-weekenden, waarbij het verhaal elk weekend verdergaat waar het het weekend daarvoor gebleven is. Bij sommige andere groepen geldt dat de tijd die tussen twee opeenvolgende evenementen zit, ook in de spelwereld is verstreken. Spelers mogen dan zelf bedenken wat hun personage heeft gedaan in die periode.

### Hoofdplots
Er zijn verschillende typen hoofdplots. Verschillende soorten zijn:
- Hack & slash, waarbij vechten centraal staat. De plot is vaak een oorlog of conflict tussen twee groeperingen.
- Intrige (al dan niet politiek). Gekonkel en diplomatie tussen spelers onderling staat centraal, en er wordt niet of nauwelijks gevochten.

De meeste LARP-plots combineren deze twee aspecten.
- Metafysische problemen De spelwereld waar de spelers zich bevinden, verandert langzaam door machten die erg sterk zijn. Hierdoor worden spelers min of meer verplicht om het op te lossen, aangezien ze niet op deze verandering op de wereld zitten te wachten.

Voorbeelden van LARP-plots zijn:
- Een wrede tovenaar heeft een dorp vervloekt. Hef de vloek op.
- Op planeet Aarde is een scheur in de tijdruimte ontstaan. Maak hem weer dicht.
- Op een militaire basis op de Zuidpool gebeuren mysterieuze dingen. Zoek uit wat er aan de hand is.

Om deze opdrachten uit te voeren is ook een stuk samenwerking nodig. Samenwerking waarbij niet alleen met de sterke kanten van een personage gespeeld wordt, maar ook met de zwakke kanten. De verschillende personages in het spel moeten daarom eventuele verliezen ook kunnen accepteren. Doel van het spel is dan ook niet om "te winnen", maar om het personage waarmee gespeeld wordt, te laten "groeien". Want, ondanks dat regels gemakkelijk te ontduiken zijn, zorgt de acceptatie er juist voor dat de personages kunnen groeien gedurende het verloop van meerdere spelen. Tevens kunnen juist de zwakke kanten van een personage soms de sleutel zijn tot het succes van een missie.

## Een personage verzinnen
Over het algemeen stelt een speler voorafgaand aan een LARP-evenement een personage samen, hoewel er ook evenementen zijn waarbij de spelleiding personages samenstelt en onder de spelers verdeelt.
Het verzinnen van een personage kan op meerdere manieren. De meest gebruikte manier is het verdelen van een vast aantal "vaardigheidspunten" over een vooraf opgestelde lijst met vaardigheden. Elke vaardigheid kost een zeker aantal punten. Er kan dus slechts een beperkt aantal vaardigheden worden uitgekozen, die uiteindelijk mede bepalend zijn voor de keuzes en handelingen van het personage tijdens het spel.
Naast de vaardigheidspunten schrijven spelers vaak een achtergrond voor hun personage. Hierin wordt beschreven waar het personage vandaan komt, wat zijn karaktereigenschappen zijn, hoe hij in het spelgebied terecht is gekomen enzovoort. Hierbij hoort uiteraard ook het verzinnen van een naam. Het is meestal de bedoeling dat een achtergrond zo goed mogelijk binnen de kaders van de spelwereld past.
Uit welke vaardigheden gekozen kan worden, en hoeveel vaardigheidspunten een speler te besteden heeft, verschilt per LARP-groep. Voorbeelden van veel voorkomende vaardigheden zijn:
- Hitpoints: veel LARP-groepen hanteren een vechtsysteem waarbij een speler hitpoints (HP) heeft. Wapens doen een aantal HP schade. Wordt een speler geraakt door een wapen, dan trekt hij de schade af van het aantal HP dat hij op zijn lichaam heeft. Bij de meeste systemen hebben spelers HP op hun armen, benen en romp. Staat een arm of been op 0 HP, dan kan deze niet meer worden gebruikt. Staat de romp op 0 HP, dan is de speler dood of bewusteloos (afhankelijk van de spelregels die gehanteerd worden).
- Gevechtsvaardigheden: Om kunnen gaan met wapens, schilden en/of pantsers. Bij sommige LARP-groepen is een vaardigheid vereist om met bepaalde wapens te mogen vechten, andere groepen hanteren een systeem waarbij iedereen met alle wapens mag vechten maar mensen met een gevechtsvaardigheid meer schade veroorzaken. Sommige groepen stellen dat iedereen altijd met alle wapens kan vechten, en kennen geen speciale gevechtsvaardigheden.
- Kennisvaardigheden: Bijvoorbeeld lezen, schrijven, vreemde talen, kruidenkennis en occulte kennis.
- Praktische vaardigheden: Bijvoorbeeld sloten openen, smeden, knutselen en EHBO.
- Vaardigheden voor priesters, magiërs, sjamanen, etc: Gebruik kunnen maken van bepaalde spreuken.

Bij veel LARP-groepen kunnen spelers kiezen uit verschillende stammen, volkeren of andere facties. Vaak heeft iedere factie zijn eigen voor- en nadelen. Er zijn LARP-groepen waarbij iedere factie zijn eigen taal heeft.

### Kostuums
Spelers dragen een kostuum dat bij hun personage en bij de spelwereld past. Veel LARP-groepen omschrijven hoe de kleding van een bepaald type personage eruitziet. Spelers kunnen hun kleding zelf maken, of kopen bij winkels die gespecialiseerd zijn in toneel- en/of LARP-kostuums

## Regels
Iedere LARP-groep heeft zijn eigen spelregels. Onderstaande regels worden echter door vrijwel alle groepen gehanteerd.

### Gevechten en wapens
Gevechten tijdens een LARP worden doorgaans uitgespeeld door met speciale, veilige wapens te vechten (hoewel er LARP-groepen zijn die alle acties, inclusief gevechten, uitspelen met behulp van speciale kaarten en groepen waarbij niet gevochten kan worden). Deze wapens zijn meestal gemaakt van schuimrubber bedekt met latex en worden vaak voor aanvang van een evenement gekeurd door de spelleiding. Doel hiervan is om te controleren of de wapens veilig genoeg zijn om spelers mee te slaan zonder ze te verwonden. Over het algemeen mogen wapens niet te hard zijn, geen scherpe uitsteeksels hebben en geen punt die in een oogkas past. Sommige LARP-groepen staan uit het oogpunt van veiligheid geen (kruis)bogen toe, bij andere groepen zijn ze toegestaan mits ze aan bepaalde veiligheidsvoorschriften voldoen.
Bij de meeste LARP-groepen kan een personage tijdens het spel "doodgaan". Overleeft het gekozen personage echter een aantal spellen, dan kan het groeien in vaardigheden. Dit kan zowel in sterkte als in aantal vaardigheden. Sommige LARP-groepen hanteren een spelsysteem waarbij personages nooit definitief dood kunnen gaan.

### Tijd-uit en tijd-in
Alles dat met het spelgebeuren zelf te maken heeft wordt tijd-in (ook wel time-in of in-spel) genoemd. Alles wat er buiten valt wordt tijd-uit (time-out of uit-spel) genoemd. Dit geldt voor zowel acties, als locaties, als informatie.
Op een tijd-uit-locatie is een speler zichzelf, niet het personage dat hij speelt. Sommige verenigingen hanteren een bepaald handgebaar dat spelers kunnen maken om aan te geven dat ze even tijdelijk uit het spel zijn. Bij sommige verenigingen zijn er ook zogenaamde 'refs', die in sommige gevallen volledig actief deelnemen als figurant, maar ook namens de organisatie tijd-uit en -in kunnen verklaren, bijvoorbeeld wanneer er een bijzonder voorval voorbereid moet worden, of de veiligheid in het gedrang komt. (Een wild gevecht in de buurt van prikkeldraad, bijvoorbeeld.)
Tijd-uit-informatie is informatie die de speler zelf kent, maar zijn/haar personage niet. De betreffende informatie mag dan ook niet tijd-in gebruikt worden. Het tijd-in gebruiken van tijd-uit kennis wordt ook wel meta-gamen genoemd.
In plaats van "Tijd-uit" en "Tijd-in" wordt ook wel "Buitenspels" en "Binnenspels" gebruikt. De functie is echter hetzelfde.

### Veiligheid
Veiligheid staat bij LARP hoog in het vaandel; vechtscènes als het donker is of in een gesloten ruimte zijn over het algemeen niet toegestaan omdat het risico op ongelukken veel groter is; mocht een gevecht ontstaan op een risicolocatie (bijvoorbeeld vlak bij prikkeldraad, of waar veel wortels liggen), dan wordt het spel stilgelegd met een zogenaamde Time Stop en wordt het gevecht verplaatst naar een veiligere locatie. Meestal worden de wapens gecontroleerd bij een evenement op hun veiligheid. Een zwaard moet bijvoorbeeld niet te zwaar zijn en de kern mag niet voelbaar zijn. Het hele wapen moet een zacht omhulsel hebben behalve het handvat.
Als er iemand gewond raakt wordt de term "Man Down" gehanteerd, een teken dat er ook daadwerkelijk iemand gewond is, waarna het spel onmiddellijk stilgelegd wordt zodat de aanwezige EHBO'ers te hulp kunnen snellen. Als er "Man Down" wordt geroepen moet iedereen gaan zitten behalve degene die "Man Down" heeft geroepen, zo kunnen EHBO'ers snel zien waar ze heen moeten.